# Ngọc Linh (nhà viết kịch)
Ngọc Linh (tên khai sinh là Dương Đại Tâm; 1931–2002) là nhà văn, nhà viết kịch Việt Nam, được truy tặng Giải thưởng Nhà nước về Văn học Nghệ thuật năm 2007.

## Tiểu sử
Ngọc Linh, tên thật Dương Đại Tâm, sinh năm 1931 tại Mương Điều, Cà Mau nhưng trưởng thành tại Vĩnh Long rồi sau đó sinh sống tại Sài Gòn.
Ông nổi tiếng từ trước 1975 trong làng văn Sài Gòn, khởi nghiệp từ viết về kịch trường (với bút hiệu Kim Đồng Tử), rồi chuyện dã sử chiến đấu (với bút hiệu Sơn Linh) và tiểu thuyết tình cảm. Ông là thư ký tòa soạn tuần báo “Nhân loại”, mở nhà xuất bản Phù Sa ở Sài Gòn từ khi còn rất trẻ và cộng tác với nhiều tờ báo khác ở Sài Gòn trước năm 1975.
Sau 1975, ông là thành viên hội đồng tuyển chọn giải thưởng “Thanh Tâm” từng được trao cho các nghệ sĩ nổi danh như Thanh Nga, Ngọc Giàu, Bạch Tuyết, Lệ Thủy, Diệp Lang, Thanh Tòng, Bảo Quốc...
Ông đã làm Phó Tổng Biên tập Báo Sân khấu Thành phố Hồ Chí Minh và là người khởi xướng, chỉ đạo tổ chức Giải thưởng Trần Hữu Trang cho sân khấu cải lương. Ông từng là thầy dạy và phụ trách nhiều thế hệ trại sáng tác kịch bản sân khấu, cũng như bộ môn biên kịch Trường nghệ thuật sân khấu 2.
Ông đã từ trần đột ngột vào sáng 12-7-2002 sau một cơn đau tim, hưởng thọ 72 tuổi.

## Sự nghiệp
Ngọc Linh là một tên tuổi lớn trong làng văn chương, báo chí miền Nam Việt Nam từ trước năm 1975. Sự nghiệp văn học của Ngọc Linh khá đồ sộ, với mấy chục bộ tiểu thuyết thuộc hàng ăn khách nhất ở miền Nam, trước 1975. Tác phẩm của ông đề cao lòng yêu nước, bảo vệ văn hóa dân tộc, góp tiếng nói tích cực xây dựng các giá trị đạo đức truyền thống, nhân ái, tình yêu thương trong quan hệ gia đình. Những tác phẩm của ông đa số đều từ bối cảnh vùng sông nước Nam Bộ hoặc những nhân vật lịch sử của thời mở nước. Ngôn ngữ của ông thuần là ngôn ngữ Sài Gòn, của miền Nam.
Ở thập niên 1960 và đầu thập niên 1970, ông là một trong các nhà văn chuyên viết tiểu thuyết Feuilleton (Phơi-dơ-tông), đăng nhật báo nhiều kỳ. Thời kỳ đó, viết tiểu thuyết Feuilleton mang lại thu nhập cho các nhà văn, nhà báo. Cũng nhờ viết tiểu thuyết Feuilleton mà Ngọc Linh đã nuôi sống được gia đình và các cháu, con của một người anh của ông, tham gia kháng chiến, xa gia đình.
Hầu hết tiểu thuyết của Ngọc Linh đều in thành sách, tái bản nhiều lần. Một số tiểu thuyết được chuyển thể thành phim, kịch nói, cải lương trước và sau năm 1975, như: Đôi mắt người xưa, Ngã rẽ tâm tình, Mưa trong bình minh, Như hạt mưa sa, Bây giờ em ở đâu, Nắng sớm mưa chiều, Yêu trong hoàng hôn, Gạo chợ nước sông, Trời không có nắng, Mái tóc ngày trước, Trên sông hoàng hôn, Một chồng, Hoa nở về đêm, Buổi chiều lá rụng… Trong số tiểu thuyết được in, tái bản nhiều lần, dựng thành kịch nói, thành phim, có tác phẩm Như hạt mưa sa. Tiểu thuyết này được viết từ năm 1966, tính đến năm 1990 đã tái bản 3 lần, được dựng thành phim điện ảnh vào năm 1967 và dựng thành kịch nói vào năm 1993.
Với bút hiệu Sơn Linh, ông có các tác phẩm dã sử chiến đấu như: Nghĩa sĩ Thành Tây Đô, Lửa cháy Phiên Cung, Cọp ba móng.
Sau năm 1975, Ngọc Linh được đánh giá là người nổi bật, có cống hiến lớn về kịch nói cũng như cải lương. Các tác phẩm của ông thường có vài tầng nghĩa, mà tầng nào cũng sắc sảo, sâu lắng. Tiêu biểu về kịch nói có: Cho tình yêu mai sau (1978), Xa thành phố yêu dấu (1979), Tiếng sóng Rạch Gầm (1980), Nàng Hai Bến Nghé (1982), Muôn dặm vì chồng (1984), Ba người mẹ của Hoàng Oanh (1985), Mùa Thu trên non cao, Khúc hát đọan tình (1986), Mùa Xuân trên non cao (1986), Lời tâm sự của một người đàn bà (1993), Đất lỡ (1995); Chùm kịch: Ngôi nhà không có đàn ông, Ngôi nhà không có đàn bà, Ngôi nhà của chúng ta. Trong lĩnh vực cải lương, ông có những vở như Muôn dặm vì chồng, Chiến thắng Rạch Gầm, Khúc hát đoạn tình, Bóng tối và ánh sáng. Kịch bản phim: Như thế là tội ác (viết chung với Thiếu Linh) đoạt bằng khen của Liên hoan Phim toàn quốc lần thứ 5.
| “                             | Nhà văn, nhà viết kịch Ngọc Linh - một khí chất thẳng thắn mà nhân hậu, hào sảng mà tinh tế, khoan dung. Khả năng văn chương với ngôn ngữ đậm đà chất Nam Bộ, ngòi bút của ông vừa sắc bén, tinh tế của một khối óc tài hoa đậm tính nhân văn với cái nhìn đời khá nghiêm khắc lại đồng thời dung chứa một trái tim mẫn cảm, hào phóng có chút kiêu mạn của những sĩ phu thời mở nước. Thế giới nhân vật trong các tác phẩm của nhà văn Ngọc Linh rất đa dạng. Tùy phong cách, tính khí, thói quen của mỗi con người – qua mỗi nhân vật chúng ta đọc thấy ông đã tạo nên nét riêng đầy bất ngờ cho từng số phận | ” |
| — Nghệ sĩ nhân dân Bạch Tuyết | |   |

Năm 2007, Ngọc Linh được truy tặng Giải thưởng Nhà nước về Văn học Nghệ thuật với các tác phẩm cải lương: Kiều, Trưng Vương và tác phẩm chèo Sợi tơ vàng.

### Sự cố sáng tác
Khoảng cuối thập niên 1980, Ngọc Linh viết kịch bản cải lương Muôn dặm vì chồng. Nội dung của kịch bản là ca ngợi Bùi Hữu Nghĩa, vị quan thanh liêm, chính trực, dũng cảm bảo vệ dân nghèo, dám đương đầu với thế lực cường hào ác bá, liên quan đến người nhà quan Bố Chánh đầu tỉnh. Vì thế nên ông đã bị vu cáo, tống giam vào ngục, chờ ngày xử chém. Trước tình thế đó, vợ ông – bà Nguyễn Thị Tồn đã không quản hiểm nguy, vượt đường xa, trèo đèo lội suối ra kinh đó, vừa kêu oan cho chồng, vừa tố cáo bọn tham quan bức hiếp dân lành. Tại Kinh đô, nhờ vị Thượng thư Bộ Lại, cũng là quan thanh liêm chính trực và đặc biệt nhờ tấm lòng yêu dân của Thái hậu Từ Dũ, vụ án Bùi Hữu Nghĩa được làm sáng tỏ, kẻ ác bị trừng trị. Đạo diễn, Nghệ sĩ nhân dân Huỳnh Nga là người dàn dựng. 
Khi đưa ra duyệt, vở diễn bị suy diễn, gán ghép cho những tội về chính trị (như: chửi cộng sản, xúi giục vợ con lính ngụy ra Trung ương biểu tình, Ngọc Linh từng là nhà văn ở chế độ cũ v.v…). Vở diễn được duyệt đi duyệt lại qua nhiều hội đồng, nhưng tác phẩm vẫn không được phép công diễn. Người hết sức bảo vệ tác phẩm này là ông Dương Đình Thảo, Giám đốc Sở Văn hóa và Thông tin thời kỳ đó nhưng vẫn không được.
Cuối cùng, vở diễn phải mời Bí thư Thành ủy lúc bấy giờ là ông Nguyễn Văn Linh đến xem duyệt. Xem xong ông Linh hơi trầm ngâm một lát, nói ngắn gọn: "Trước khi xem, tôi nghe người ta nói vở này ám chỉ chửi chế độ, xúi giục người dân đánh trống kêu oan. Tôi thấy vở lịch sử tốt, có gì đâu. Còn nếu có anh cán bộ địa phương nào xấu như ác bá cường hào phong kiến trong vở diễn thì phê phán là đúng".
Vở diễn sau đó được đổi tên thành Muôn dặm sơn khê, được ra mắt khán giả và gây tiếng vang lớn.

## Tác phẩm chính

### Tiểu thuyết
- Đôi mắt người xưa,
- Ngã rẽ tâm tình,
- Mưa trong bình minh,
- Như hạt mưa sa,
- Bây giờ em ở đâu,
- Nắng sớm mưa chiều,
- Yêu trong hoàng hôn,
- Gạo chợ nước sông,
- Trời không có nắng,
- Mái tóc ngày trước,
- Trên sông hoàng hôn,
- Một chồng,
- Hoa nở về đêm,
- Buổi chiều lá rụng
- Nghĩa sĩ Thành Tây Đô,
- Lửa cháy Phiên Cung,
- Cọp ba móng...

### Kịch bản sân khấu
- Cho tình yêu mai sau (1978),
- Xa thành phố yêu dấu (1979) tiếp đó là
- Tiếng sóng Rạch Gầm (1980),
- Nàng Hai Bến Nghé (1982),
- Muôn dặm vì chồng (1984),
- Ba người mẹ của Hoàng Oanh (1985) ,
- Mùa Thu trên non cao,
- Khúc hát đọan tình (1986),
- Mùa Xuân trên non cao (1986),
- Lời tâm sự của một người đàn bà (1993),
- Đất lỡ (1995)
- Ngôi nhà không có đàn ông,
- Ngôi nhà không có đàn bà,
- Ngôi nhà của chúng ta.
- Muôn dặm vì chồng,
- Chiến thắng Rạch Gầm,
- Khúc hát đoạn tình,
- Bóng tối và ánh sáng...

### Kịch bản phim
- Như thế là tội ác (viết chung với Thiếu Linh)

## Vinh danh
- Giải thưởng Nhà nước về Văn học Nghệ thuật (2007)
- Để tưởng nhớ Ngọc Linh, ngày 25 tháng 6 năm 2017, Đài Truyền hình TP Hồ Chí Minh đã tổ chức Chương trình Vầng trăng cổ nhạc lần thứ 191, chủ đề Nhớ người đất Mũi, tại Nhà hát Đài truyền hình Thành phố, truyền trực tiếp trên kênh HTV9.[6]